# Deruti
Deruti ist eine osttimoresische Aldeia im Suco Fahisoi (Verwaltungsamt Remexio, Gemeinde Aileu). 2015 lebten in der Aldeia 311 Menschen.

## Geographie und Einrichtungen
Die Aldeia Deruti liegt im Nordwesten des Sucos Fahisoi. Östlich liegt die Aldeia Bereliurai und südlich die Aldeia Mautoba. Im Norden grenzt Deruti an den Suco Acumau und im Südosten an den Suco Maumeta. Im Westen befindet sich das Verwaltungsamt Aileu mit den Sucos Aissirimou und Saboria. In Deruti entspringen der Bauduen und der Ai Mera und fließen nach Osten ab. Beide Flüsse sind Teil des Systems des Nördlichen Laclós.
Im Ort Dirohati treffen Straßen aus der Landeshauptstadt Dili im Norden, Remexio, dem Hauptort des Verwaltungsamtes im Süden und dem Suco Fadabloco im Osten aufeinander. Hier befindet sich auch der Sitz der Aldeia. Weitere Siedlungen in Deruti sind Buahun und Ulaen an der Straße nach Norden und eine weiter Siedlung im Südosten, die über eine Piste mit Dirohati verbunden ist.